# Карталбурун
Карталбурун (от турски: орлов нос) е нос в северната част на Българското Черноморско крайбрежие. Висок е около 18-20 метра над морското равнище и се забелязва отдалеч от преминаващите кораби и лодки. Представлява кафяв отвесен земен шкарп. Пред него има риф, който защитава носа от бърза ерозия.
Името на турски език означава „орлов нос“. В местността, разположена недалеч от Дуранкулашкото езеро и Карталийското блато, известно още като Орлово блато, има ограничен брой орли, препитаващи се с богатата фауна. Много повече обаче са кормораните, които населяват носа и които отдалеч приличат на орли, на които най-вероятно той е кръстен (Трифонов, „700 наименования от българското Черноморие“, Варна, 2003).
В непосредствена близост до носа (700 метра) на север е друг нос – Урсусбурун. Двата носа често се възприемат като един (Урсусбурун като северен край на Карталбурун) и служат като преграда между северния и южния плаж на Дуранкулак. Урсусбурун („нос на лошия късмет“) носи названието си по случка от 1877 г., когато жители от околните села, подгонени от башибозуците, се събират на носа да търсят помощ от преминаващите чуждестранни параходи. Английският параход „Ивлин“ праща лодки, но една от тях се преобръща, което причинява много жертви (Трифонов, 2003).
На север следващият нос по нашето Черноморие е Сиврибурун — границата с Румъния (3 км), а на юг — нос Крапец (7 км). И на двата през 17-19 век са съществували светлинни навигационни знаци на Османската империя — насипни хълмове, върху които са горели огньове. Изкуствените възвишения могат да се видят и до днес на носовете Сиврибурун и Крапец, като са видими от Карталбурун дори с просто око.
До Карталбурун на високия бряг има съоръжения за изпомпване и съхранение на големи количества земен газ. Това гориво е използвано в малка станция за добиване на електрически ток с високо напрежение чрез съветски генератор, базиран на авиационен двигател от Ил-18 и Ан-12.
В района на нос Карталбурун се намира къмпинг Космос, до който има малко рибарско пристанище.